# Neophaedon segnis
Neophaedon segnis – gatunek chrząszcza z rodziny stonkowatych i podrodziny Chrysomelinae.
Gatunek ten opisany został po raz pierwszy w 1884 roku przez Juliusa Weisego pod nazwą Phaedon segnis.
Chrząszcz o wysklepionym, jajowatym w zarysie ciele długości od 3,5 do 4 mm. Ubarwienie wierzchu ciała jest granatowe lub ciemnozielone, połyskujące metalicznie. Czułki są brunatne z brunatnożółtymi nasadami i słabo grubieją ku wierzchołkom. Odnóża są brunatne z żółtobrunatnymi wierzchołkami goleni. Przedplecze ma zarys trapezowaty z niemal prostymi krawędziami bocznymi. Pokrywy mają biegnącą wzdłuż bocznej krawędzi bruzdkę biorącą początek na barku i dochodzącą do ⅔ ich długości. Przedłużeniem tej bruzdki jest szereg drobnych punktów. Skrzydła tylnej pary są całkowicie zanikłe. Stopy mają wyraźne wcięcie na szczycie członu trzeciego.
Owad górski, zasiedlający pobrzeża potoków, strumieni i rowów oraz wilgotne zarośla i lasy.
Gatunek palearktyczny, europejski, znany z Niemiec, Austrii, Włoch, Polski, Czech, Słowacji, Ukrainy, Rumunii, Słowenii oraz Bośni i Hercegowiny. Swym zasięgiem obejmuje Alpy, Karpaty i Góry Dynarskie. W Polsce stwierdzono go na Babiej Górze i w Tatrach.